# Liste der Baudenkmäler in Taufers im Münstertal
Die Liste der Baudenkmäler in Taufers im Münstertal (rätoromanisch Tuer, italienisch Tubre) enthält die 16 als Baudenkmäler ausgewiesenen Objekte auf dem Gebiet der Gemeinde Taufers im Münstertal in Südtirol.
Basis ist das im Internet einsehbare offizielle Verzeichnis der Baudenkmäler in Südtirol. Dabei kann es sich beispielsweise um Sakralbauten, Wohnhäuser, Bauernhöfe und Adelsansitze handeln. Die Reihenfolge in dieser Liste orientiert sich an der Bezeichnung, alternativ ist sie auch nach der Adresse oder dem Datum der Unterschutzstellung sortierbar.

## Liste
| Foto |                 | Bezeichnung                                            | Standort                                               | Eintragung                   | Beschreibung                  | Metadaten                                                   |
| ---- | --------------- | ------------------------------------------------------ | ------------------------------------------------------ | ---------------------------- | ----------------------------- | ----------------------------------------------------------- |
| ja   | Datei hochladen | Pfarrkirche St. Blasius mit Friedhofskapelle ID: 17482 | 46° 38′ 58″ N, 10° 28′ 1″ O                            | 22. Dez. 1978 (BLR-LAB 9162) | Kirche                        | KG: Taufers in Münster Bauparzelle: 1, 2 Grundparzelle: 1   |
| ja   | Datei hochladen | Pfarrwidum ID: 17485                                   | 46° 38′ 55″ N, 10° 28′ 0″ O                            | 22. Dez. 1978 (BLR-LAB 9162) | Widum/Kanonikerhaus           | KG: Taufers in Münster Bauparzelle: 9                       |
| ja   | Datei hochladen | Plur 2-4 ID: 17487                                     | Plur 2-4 46° 38′ 51″ N, 10° 27′ 53″ O                  | 22. Dez. 1978 (BLR-LAB 9162) | Ländliches Wohnhaus/Bauernhof | KG: Taufers in Münster Bauparzelle: 24                      |
| ja   | Datei hochladen | Reichenberg (Unterreichenberg) ID: 17496               | 46° 39′ 10″ N, 10° 28′ 5″ O                            | 9. Mai 1950 (MD)             | Burgruine                     | KG: Taufers in Münster Bauparzelle: 429 Grundparzelle: 1691 |
| ja   | Datei hochladen | Rotund (Oberreichenberg) ID: 17495                     | 46° 39′ 19″ N, 10° 28′ 6″ O                            | 9. Mai 1950 (MD)             | Burgruine                     | KG: Taufers in Münster Grundparzelle: 1685                  |
| ja   | Datei hochladen | St. Anton ID: 17488                                    | 46° 38′ 44″ N, 10° 27′ 40″ O                           | 22. Dez. 1978 (BLR-LAB 9162) | Kirche                        | KG: Taufers in Münster Bauparzelle: 60                      |
| ja   | Datei hochladen | St. Johann ID: 17484                                   | 46° 38′ 56″ N, 10° 28′ 5″ O                            | 22. Dez. 1978 (BLR-LAB 9162) | Kirche                        | KG: Taufers in Münster Bauparzelle: 8                       |
| ja   | Datei hochladen | St.-Johann-Straße 4 ID: 50228                          | St.-Johann-Straße 4 46° 38′ 56″ N, 10° 28′ 4″ O        | 30. Jan. 1995 (BLR-LAB 306)  | Ländliches Wohnhaus/Bauernhof | KG: Taufers in Münster Bauparzelle: 7                       |
| ja   | Datei hochladen | St.-Johann-Straße 8 ID: 17483                          | St.-Johann-Straße 8 46° 38′ 56″ N, 10° 28′ 2″ O        | 21. Okt. 1954 (MD)           | Ländliches Wohnhaus/Bauernhof | KG: Taufers in Münster Bauparzelle: 3                       |
| ja   | Datei hochladen | St.-Johann-Straße 63A-63B ID: 17491                    | St.-Johann-Straße 63A-63B 46° 38′ 37″ N, 10° 27′ 48″ O | 22. Dez. 1978 (BLR-LAB 9162) | Ländliches Wohnhaus/Bauernhof | KG: Taufers in Münster Bauparzelle: 90/1, 90/2              |
| ja   | Datei hochladen | St.-Johann-Straße 65 ID: 17490                         | St.-Johann-Straße 65 46° 38′ 36″ N, 10° 27′ 48″ O      | 26. Okt. 1955 (MD)           | Ländliches Wohnhaus/Bauernhof | KG: Taufers in Münster Bauparzelle: 89                      |
| ja   | Datei hochladen | St.-Johann-Straße 67 ID: 17489                         | St.-Johann-Straße 67 46° 38′ 35″ N, 10° 27′ 48″ O      | 26. Okt. 1955 (MD)           | Ländliches Wohnhaus/Bauernhof | KG: Taufers in Münster Bauparzelle: 88                      |
| ja   | Datei hochladen | St. Martin ID: 17486                                   | 46° 38′ 58″ N, 10° 27′ 57″ O                           | 22. Dez. 1978 (BLR-LAB 9162) | Kirche                        | KG: Taufers in Münster Bauparzelle: 12                      |
| ja   | Datei hochladen | St. Nikolaus ID: 17492                                 | 46° 38′ 39″ N, 10° 27′ 49″ O                           | 22. Dez. 1978 (BLR-LAB 9162) | Kirche                        | KG: Taufers in Münster Bauparzelle: 94                      |
| ja   | Datei hochladen | St. Rochus in Puntweil ID: 17494                       | 46° 38′ 6″ N, 10° 27′ 41″ O                            | 22. Dez. 1978 (BLR-LAB 9162) | Kirche                        | KG: Taufers in Münster Bauparzelle: 184                     |
| ja   | Datei hochladen | St. Valentin in Rifair ID: 17493                       | 46° 39′ 4″ N, 10° 28′ 46″ O                            | 22. Dez. 1978 (BLR-LAB 9162) | Kirche                        | KG: Taufers in Münster Bauparzelle: 141                     |

Falls bei einem Baudenkmal keine Koordinaten bekannt sind, werden ersatzweise die Katasterdaten zum Zeitpunkt der Unterschutzstellung angegeben. Diese sind weder offiziell noch zwingend aktuell.
Die vom Landesdenkmalamt übernommenen Adressen können veraltet sein.
| Foto:   | Fotografie des Denkmals. Klicken des Fotos erzeugt eine vergrößerte Ansicht. Daneben finden sich zwei Symbole: |
| ID      | Identifikator beim Südtiroler Landesdenkmalamt                                                                 |
| KG      | Katastralgemeinde                                                                                              |
| MD      | Ministerialdekret                                                                                              |
| BLR-LAB | Beschluss der Landesregierung – Landesausschussbeschluss                                                       |